# Michiana

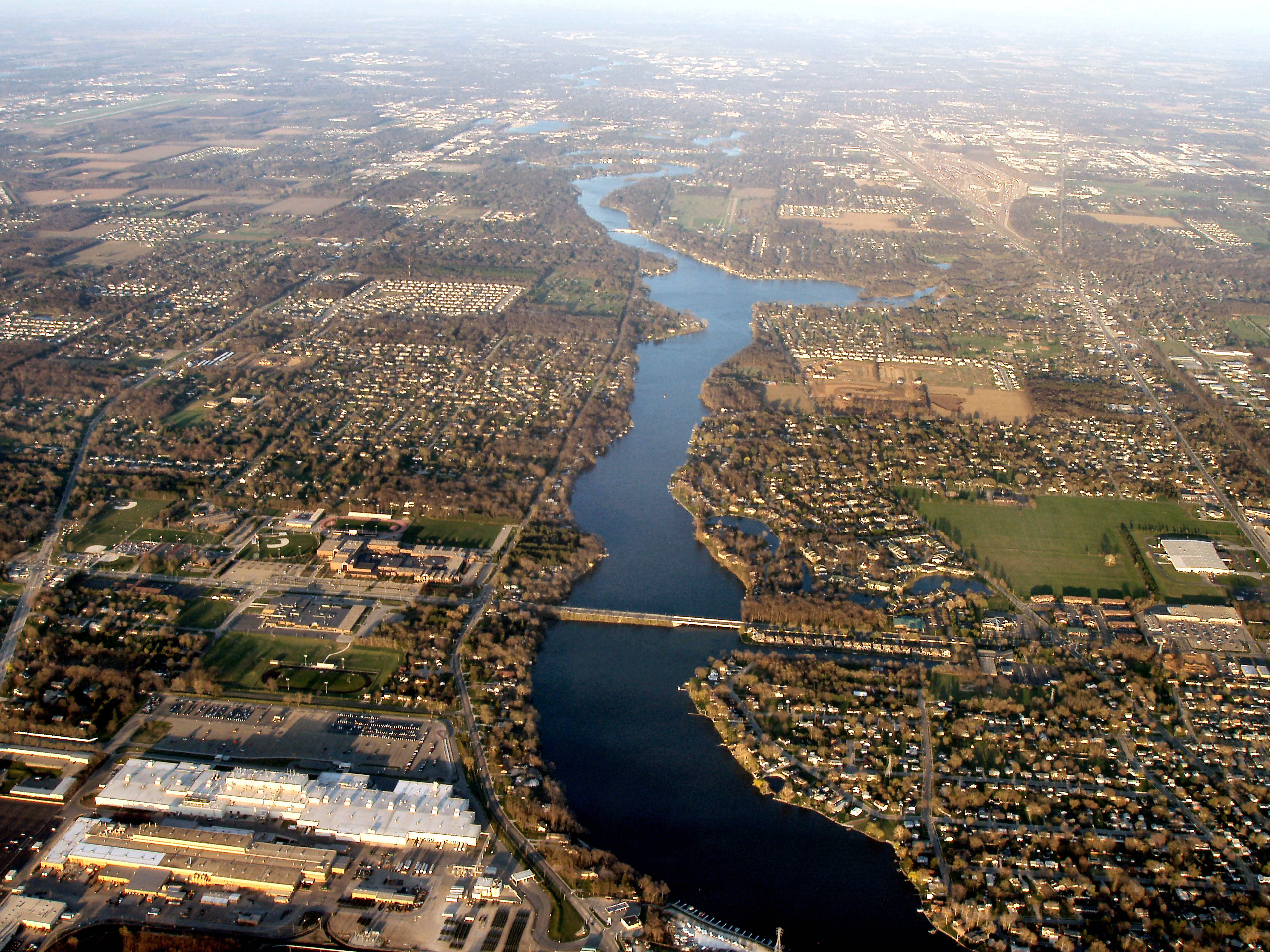
Il fiume St. Joseph, principale corso d'acqua della regione

Michiana è una regione degli Stati Uniti d'America situata tra il sud-ovest dello stato del Michigan e il nord dello stato dell'Indiana. La città principale è South Bend.

## Contee
Michiana, pur non essendo una regione amministrativa e non possedendo quindi dei confini precisi, raggruppa generalmente le 7 contee degli Stati Uniti che al censimento del 2000 possedevano una popolazione di 840.697 abitanti (627.140 in Indiana e 213.557 in Michigan):
- Contea di Berrien (Michigan)
- Contea di Cass (Michigan)
- Contea di Elkhart (Indiana)
- Contea di LaPorte (Indiana)
- Contea di Marshall (Indiana)
- Contea di St. Joseph (Indiana)
- Contea di Starke (Indiana)

Nella Grande Michiana si possono considerare anche:
- Contea di St. Joseph (Michigan)
- Contea di Van Buren (Michigan)
- Contea di Fulton (Indiana)
- Contea di Kosciusko (Indiana)
- Contea di Lagrange (Indiana)
- Contea di Lake (Indiana)
- Contea di Noble (Indiana)
- Contea di Porter (Indiana)